# Recopa d'Europa de futbol 1967-68
La Recopa d'Europa de futbol 1967-68 fou la vuitena edició de la Recopa d'Europa de futbol. La competició fou guanyada pel Milan a la final enfront l'Hamburg.

## Primera ronda
| Equip 1           | Global | Equip 2                 | Anada | Tornada |
| ----------------- | ------ | ----------------------- | ----- | ------- |
| Altay SK          | 2-3    | Standard Liège          | 2-3   | 0-0     |
| Aberdeen F.C.     | 14-1   | KR Reykjavík            | 10-0  | 4-1     |
| Győri ETO FC      | 9-0    | Apollon Limassol FC     | 5-0   | 4-0     |
| AC Milan          | 6-2    | Levski Sofia            | 5-1   | 1-1     |
| València CF       | 8-2    | Crusaders F.C.          | 4-0   | 4-2     |
| FK Austria Wien   | 1-4    | Steaua Bucureşti        | 0-2   | 1-2     |
| Bayern de Múnic   | 7-1    | Panathinaikos FC        | 5-0   | 2-1     |
| Fredrikstad F.K.  | 2-7    | Vitória FC              | 1-5   | 1-2     |
| HJK Helsinki      | 1-8    | Wisła Kraków            | 1-4   | 0-4     |
| Hamburger SV      | 7-3    | Randers Freja           | 5-3   | 2-0     |
| FC Aris Bonnevoie | 1-5    | Olympique Lyonnais      | 0-3   | 1-2     |
| Hajduk Split      | 3-6    | Tottenham Hotspur       | 0-2   | 3-4     |
| Floriana          | 1-3    | NAC Breda               | 1-2   | 0-1     |
| Shamrock Rovers   | 1-3    | Cardiff City            | 1-1   | 0-2     |
| FC Torpedo Moscou | 1-0    | BSG Sachsenring Zwickau | 0-0   | 1-0     |
| Lausanne Sports   | 3-4    | Spartak Trnava          | 3-2   | 0-2     |

## Segona ronda
| Equip 1            | Global | Equip 2           | Anada | Tornada |
| ------------------ | ------ | ----------------- | ----- | ------- |
| Standard Liège     | 3-2    | Aberdeen F.C.     | 3-0   | 0-2     |
| Győri ETO FC       | 3-3(c) | AC Milan          | 2-2   | 1-1     |
| València CF        | 3-1    | Steaua Bucureşti  | 3-0   | 0-1     |
| Bayern de Múnic    | 7-3    | Vitória FC        | 6-2   | 1-1     |
| Wisła Kraków       | 0-5    | Hamburger SV      | 0-1   | 0-4     |
| Olympique Lyonnais | 4(c)-4 | Tottenham Hotspur | 1-0   | 3-4     |
| NAC Breda          | 2-5    | Cardiff City      | 1-1   | 1-4     |
| FC Torpedo Moscou  | 6-1    | Spartak Trnava    | 3-0   | 3-1     |

## Quarts de final
| Equip 1        | Global | Equip 2            | Anada | Tornada |
| -------------- | ------ | ------------------ | ----- | ------- |
| Standard Liège | 2-2¹   | AC Milan           | 1-1   | 1-1(pr) |
| València CF    | 1-2    | Bayern de Múnic    | 1-1   | 0-1     |
| Hamburger SV   | 2-2²   | Olympique Lyonnais | 2-0   | 0-2(pr) |
| Cardiff City   | 1-13   | FC Torpedo Moscou  | 1-0   | 0-1(pr) |

¹El Milan es classificà en el partit de desempat en vèncer per 2-0.

²L'Hamburger es classificà en el partit de desempat en vèncer per 2-0.

3El Cardiff City es classificà en el partit de desempat en vèncer per 1-0.

## Semifinals
| Equip 1      | Global | Equip 2         | Anada | Tornada |
| ------------ | ------ | --------------- | ----- | ------- |
| AC Milan     | 2-0    | Bayern de Múnic | 2-0   | 0-0     |
| Hamburger SV | 4-3    | Cardiff City    | 1-1   | 3-2     |

## Final
| A.C. Milan    | 2–0 | Hamburger S.V. |
| ------------- | --- | -------------- |
| Hamrin 3' 19' |     |                |

| Guanyador de la Recopa d'Europa 1967-68 |
| --------------------------------------- |
| A.C. Milan Primer títol                 |